# Thalia (Rotterdam)

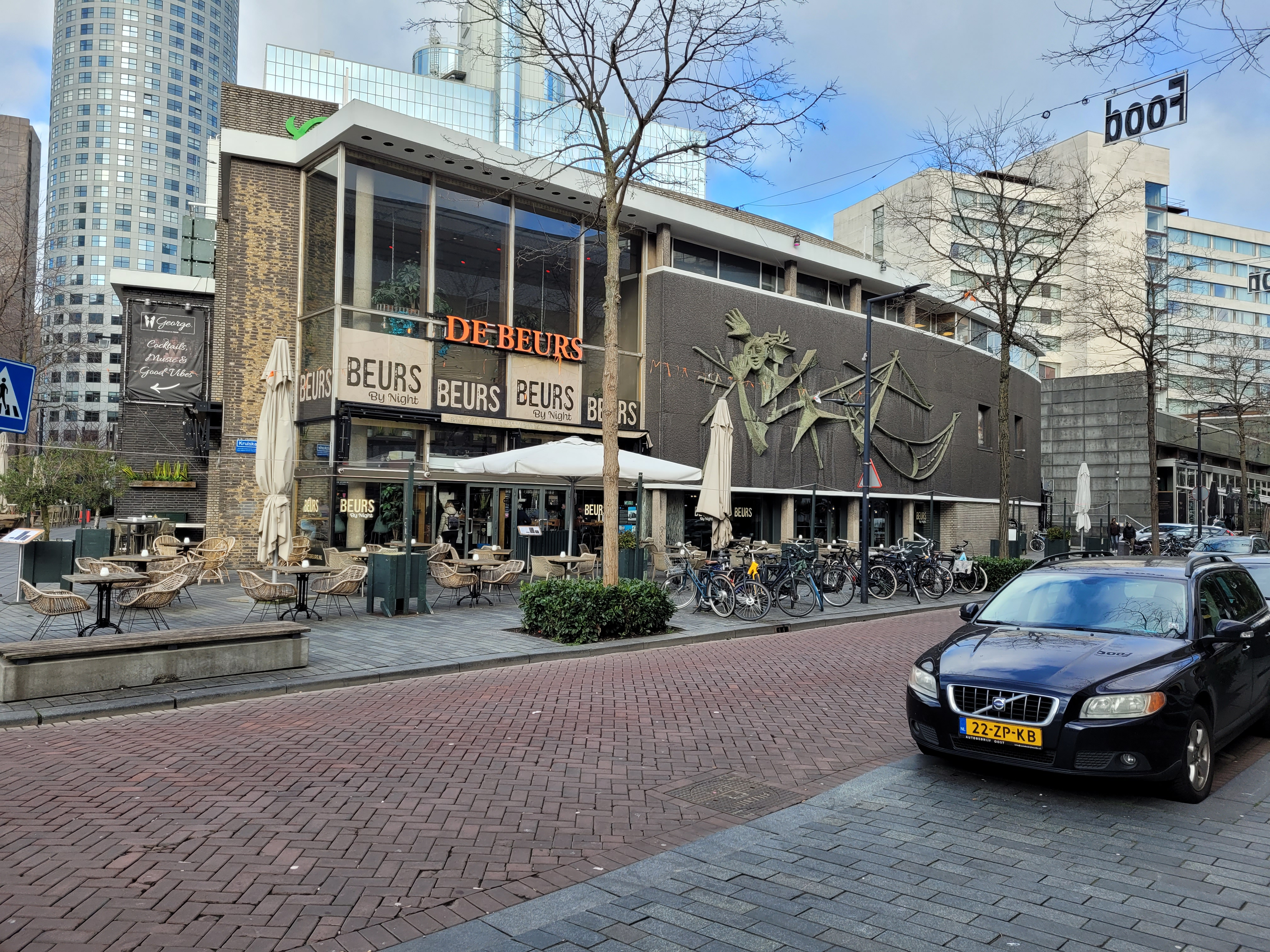
Thaliagebouw anno 2023

Thalia was een bioscoop opgezet door Abraham Tuschinski in Rotterdam.

## Geschiedenis
Tuschinski was in 1904 op doorreis naar Amerika toen hij in Rotterdam bleef hangen. Hij opende zijn eerste Thalia-bioscoop op 20 augustus 1911 in een voormalige zeemanskerk aan de Coolvest. De eerste film die hier vertoond werd, was 1200 meter lang en ging over de kruistochten.  In deze tijd van stomme films stond Thalia bekend door het toevoegen van geluidseffecten vanachter het scherm. Naar aanleiding van deze inrichting spreekt men ook nog wel van de Tuschinskistijl.
Toen Tuschinski in 1912 de kerk moest verlaten vanwege de sloop van de Zandstraatbuurt, nam hij van bakkerij Brandts een pand aan de Hoogstraat over. Tot de verbouwing klaar was huurde hij tijdelijk het café-chantant Pschorr om filmvoorstellingen te geven. Thalia heropende hier op 4 augustus 1913. De pauze werd gevuld met variété en vanaf 1926 ook bespeling van het orgel dat toen werd geplaatst door de firma Standaart. Op 14 mei 1940 ging het pand verloren bij het bombardement op Rotterdam.

## Gebouw
Na de Tweede Wereldoorlog werd op de hoek van de Kruiskade en de Lijnbaan een nieuwe bioscoop gebouwd naar ontwerp van J.P.L. Hendriks. De gevel werd voorzien van een plastiek van Carel Kneulman. Het kunstwerk verbeeldt Thalia, de muze van het blijspel. De Thalia-bioscoop werd op 7 juli 1955 geopend.
In 1996 werd de bioscoop gesloten. In het gebouw is sinds 2002 een studentenkroeg en een club gevestigd. Sinds 2010 is het een rijksmonument.